# Graciano Lopez Jaena
Graciano Lopez Jaena (ur. 18 grudnia 1856, zm. 20 stycznia 1896) – filipiński działacz polityczny, pisarz, dziennikarz i mówca.

## Życiorys
Urodził się w Jaro w prowincji Iloilo jako syn Placido Lopeza oraz Marii Jacobo Jaeny. Podstawy edukacji odebrał w kolegium prowincjonalnym w Jaro. Wstąpił następnie do seminarium duchownego imienia świętego Wincentego Ferreriusza. Od wczesnej młodości wyróżniała go inteligencja oraz energia. Rodzice pragnęli by przyjął święcenia kapłańskie. Lopez Jaena wszakże interesował się medycyną oraz zamierzał zostać lekarzem. Próbował dostać się na studia medyczne, jednak nie spełnił minimalnych wymagań postawionych przed studentami Uniwersytetu Świętego Tomasza. Główną tego przyczyną był prowincjonalny charakter jego macierzystego seminarium duchownego, które nie było w stanie przygotować swoich alumnów, przynajmniej od strony formalnej, do podjęcia nauki na jednym z najlepszych filipińskich uniwersytetów. Został następnie przyjęty na praktyki w jednym ze szpitali, musiał je jednak przerwać w związku z brakiem pieniędzy; zdobył w nim wystarczającą wiedzę, by leczyć lżejsze choroby. Pracując następnie pośród mieszkańców prowincji zdał sobie sprawę z niszczącego wpływu wywieranego na Filipiny przez hiszpański aparat kolonialny jak również przez sprzężone z nim najczęściej struktury Kościoła katolickiego. Wiedza ta legła u podstaw całej jego późniejszej działalności publicznej.
Podobnie jak wielu innych przedstawicieli ówczesnej filipińskiej elity intelektualnej był wolnomularzem. Szybko uzewnętrznił swe poglądy w silnie antyklerykalnych publikacjach, takich jak Fray Botod czy La Hija del Fraile. Spotkały się one z gniewnym i gwałtownym odzewem duchowieństwa katolickiego. Obawiając się wtrącenia do więzienia Lopez Jaena opuścił Filipiny i udał się, podobnie jak wielu krytyków rządu kolonialnego, do Hiszpanii. Na Półwyspie Iberyjskim szybko stał się jednym z głównych przedstawicieli ruchu na rzecz głębokich reform politycznych na Filipinach. Umiejętnie wykorzystywał hiszpańską prasę oraz swe zdolności krasomówcze. Należał do Circulo Hispano-Filipino skupiającego zarówno liberalnie nastawionych Hiszpanów jak i Filipińczyków. Znalazł się wśród założycieli powstałego w lutym 1889 w Barcelonie pisma La Solidaridad, głównego organu prasowego ruchu reformatorskiego. Został przy tym jego pierwszym  redaktorem. Podjął również studia medyczne na Uniwersytecie Walencji, których jednakże nie ukończył. Swoje teksty i pisma publicystyczne zebrał w wydanej w 1891 książce Discursos y Articulos Varios. Zmarł w Barcelonie na skutek gruźlicy. Uznawany za jednego z filipińskich bohaterów narodowych. Jego szczątki nigdy nie zostały sprowadzone do kraju rodzinnego.